# 루이빌 아이스호크스
| 루이빌 아이스호크스 |                                                                        |
| 콘퍼런스            |                                                                        |
| 디비전              | 웨스트 디비전 (1990년~1994년)                                          |
| 설립연도            | 1990년                                                                 |
| 해체연도            | 1994년                                                                 |
| 역사                | 루이빌 아이스호크스 (1990년~1994년) 잭슨빌 리저드 킹스 (1995년~2000년) |
| 경기장              | 브로드벤트 아레나                                                      |
| 연고지              | 켄터키주 루이빌                                                        |
| 상징색              | 빨강, 검정, 금                                                         |
| 구단주              |                                                                        |
| 단장                |                                                                        |
| 감독                |                                                                        |
| NHL 제휴            |                                                                        |
| AHL 제휴            |                                                                        |
| 정규시즌 우승       |                                                                        |
| 콘퍼런스 우승       |                                                                        |
| 디비전 우승         |                                                                        |
| 켈리 컵             |                                                                        |
| 영구 결번           |                                                                        |

루이빌 아이스호크스(Louisville Icehawks)는 미국 켄터키주 루이빌을 연고지로 하는 1990년부터 1994년까지 ECHL 소속되었던 아이스 하키팀이다.
1995년 연고지를 플로리다주 잭슨빌 (잭슨빌 리저드 킹스)로 이전했다.

## 역대 홈경기장
| 경기장              | 사용기간      | 수용인원 | 장소            | 비고 |
| ------------------- | ------------- | -------- | --------------- | ---- |
| 루이빌 아이스호크스 |               |          |                 |      |
| 브로드벤트 아레나   | 1990년~1994년 | 6,600명  | 켄터키주 루이빌 | 빈칸 |